# Lafarre (Ardèche)
Lafarre település Franciaországban, Ardèche megyében. Lakosainak száma 45 fő (2022. január 1.). Lafarre Lalouvesc, Nozières, Pailharès, Rochepaule, Saint-Jeure-d’Andaure és Satillieu községekkel határos.

## Népesség
A település népességének változása:
| Lakosok száma | 111  | 70   | 60   | 43   | 35   | 38   | 39   | 38   | 40   | 45   |
|               | 1968 | 1982 | 1990 | 2006 | 2013 | 2015 | 2017 | 2019 | 2020 | 2022 |